# Santiago Ferraro
Santiago Ferraro, né le 20 septembre 2006 à Cerveteri (Latium), est un coureur cycliste italien. Il est membre de l'équipe VF Group-Bardiani CSF-Faizané.

## Biographie
Santiago Ferraro est formé à l'ASD Tirreno Bike, un club implanté sur ses terres natales de Cerveteri,. Durant ses débuts, il se consacre d'abord au cyclo-cross. Il finit toutefois par passer au cyclisme sur route. Son frère cadet Lorenzo pratique lui aussi ce sport en compétition.
Lors de la saison 2024, il se distingue chez les juniors en obtenant quatre victoires et diverses places d'honneur. Il remporte notamment deux courses italiennes inscrites au calendrier de l'UCI. La même année, il se classe sixième d'une étape du Giro della Lunigiana. Il est par ailleurs sélectionné en équipe nationale d'Italie pour disputer une manche de la Coupe des Nations Juniors. 
Grâce à ses performances, il passe professionnel dès 2025 au sein de la formation VF Group-Bardiani CSF-Faizané. Son premier contrat s'étend sur quatre saisons. Comme d'autres jeunes de l'équipe, il bénéficie d'un calendrier aménagé, qui est adapté aux espoirs. La presse régionale le décrit comme un coureur plutôt complet, doté d'une bonne pointe de vitesse.

## Palmarès
- 2022
  - Mémorial Carmine Tamburri
- 2023
  - Trofeo San Francesco
  - 2e du Gran Premio Città di Mentana
- 2024
  - Gran Premio Città di Mentana
  - Liberazione Juniors di Roma
  - Gran Premio Sportivi di Loria
  - Coppa San Michele
  - 2e de la Coppa Montoro
  - 2e du Trofeo Balacco Paponi
  - 3e du Giro dei Paesi del Comune di Citerna